# Dark Side of the Sun
«Dark Side Of The Sun» es el tercer sencillo de la banda de rock alemana Tokio Hotel. Si bien la canción se encuentra en el tercer álbum de estudio de la banda (Humanoid), el audio para el videoclip ha sido extraído del concierto en Milán, que dio Tokio Hotel meses anteriores a la publicación del mismo, como parte de su gira europea "Welcome to Humanoid City".

## Videoclip
El video, que es representado en blanco y negro, nos muestra algunas de las imágenes capturadas en aquel concierto de Tokio hotel en el Mediolanum Forum (Milán, Italia) el 12 de abril de 2010, para disfrutar de ésta presentación que forma parte del próximo DVD Y CD Live Humanoid City.
Con una escenografía realizada por Misty Buckley y su equipo (El Quinto Elemento), Bill Kaulitz, vocalista de la banda aparece sobre puentes suspendidos en el aire, una motocicleta, estructuras hidráulicas, acompañado de efectos pirotécnicos que engalanan la actuación. 
Dark Side Of The Sun es el primer videoclip de la banda que es lanzado únicamente en inglés, a diferencia de los anteriores que eran lanzados en alemán, para Alemania y algunos países europeos; y al inglés, para el resto del mundo.

## Sonido
Es un tema con muchas guitarras, con un llamativo juego de voces del vocalista, sin necesidad de apoyarse en muchos instrumentos, hace alusión a Pink Floyd y Queen, pero sin perder su estilo.